# 满五索
满五索（?—?），又作满兀四、矮儿克勿，孛儿只斤氏，明代漠南蒙古右翼永谢布万户喀喇沁部领主。他是达延汗三子巴尔斯博罗特之孫，昆都力哈的第四子。
满五索起初在张家口西北边外游牧。隆庆五年（1571年），明朝和俺答汗达成封贡协议，明朝封他为指挥佥事。和明朝互市于张家口。隆庆六年（1572年），昆都力哈死后，他二哥青把都儿台吉统领喀喇沁部，满五索入贡、征战都随青把都行动。有时联合察哈尔部袭击明朝辽东、蓟镇。万历九年（1581年），向明朝发誓不再攻掠，于是恢复互市，他和青把都儿台吉同入贡。笃信藏传佛教格鲁派。他有七个儿子：令台吉、雪的哥台吉、我不艮台吉、摆汗台吉、托计台吉、蛮根儿台吉、不儿哑度台吉。